# Daum (cristallerie)
Pour les articles homonymes, voir Daum.
Daum (ex Compagnie française du cristal Daum) est une cristallerie fondée en 1878 à Nancy, en Lorraine, en France par Jean Daum. Les bancs et la halle de Daum ont formé quelques-uns des grands noms de l'Art nouveau : Jacques Gruber, Henri Bergé, Almaric Walter, ainsi que les frères Schneider qui y firent leurs débuts.

## Histoire

### 1878-1920: École de Nancy

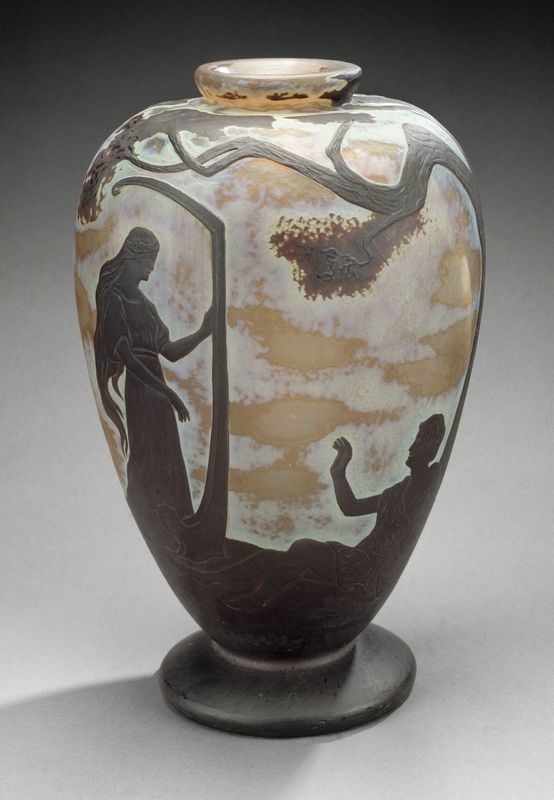
Vase Tristan et Yseult, manufacture Daum en collaboration avec Jacques Gruber, 1897, musée des Beaux-Arts de Nancy.

À la suite de la guerre de 1870, Jean Daum (1825-1885), notaire à Bitche, vend son étude et opte pour la France. L'annexion de l'Alsace-Lorraine par l'Empire Allemand provoque un grand renouvellement pour la ville de Nancy. En effet, dès 1870, un flux de capitaux, d'idées, de compétences et de savoir-faire va permettre à Nancy de devenir un des piliers des arts décoratifs français. La cristallerie Daum est un des plus remarquables exemples de cette migration.
En 1876, Jean Daum s'installe à Nancy et prête, la même année, de l'argent à plusieurs reprises à Avril et Bertrand, propriétaire de la verrerie Sainte-Catherine de Nancy, une manufacture qui produit du flaconnage et de la gobeleterie ordinaire. L'entreprise ne trouve pas son équilibre financier et les propriétaires sont contraints de la céder à leur principal créancier, à savoir Daum : il y investit 50 000 francs le 23 mars 1878 et devient chef d'une entreprise de 150 ouvriers, dans un domaine dont il ignore beaucoup.
En 1878, il y associe son fils Auguste, mais il ne connaît pas les premiers succès de l'entreprise. À sa mort, en 1885, Auguste prend seul la direction de la verrerie avant d'être rejoint, en 1887, par son frère Antonin, tout juste diplômé de l'École centrale des arts et manufactures de Paris.
Devant la mauvaise santé financière de la verrerie, Auguste, qui suivait une formation de juriste, se voit obligé d'en prendre la tête, après qu'il en est devenu propriétaire pour la sauver de la faillite. Antonin commence par embellir les services de table courants et est chargé de la création, tandis qu'Auguste assure l'administration. Familiarisé avec les techniques du verre de par sa formation, Antonin oriente la production vers la création artistique. Les deux frères mettent sur pied, entre 1889 et 1891, un département artistique confié à Antonin auquel Auguste donne tous les moyens et l'invite à suivre le sillon creusé par Émile Gallé initiateur de la verrerie d'Art nouveau.
Antonin commence, avec quelques modèles simples, pour continuer rapidement avec la gravure à l'acide, puis, en passant à des modèles utilisant les techniques de gravure à la roue, de verres à deux ou trois couches. De 1890 à 1914, il ne crée pas moins de trois mille références.
Jacques Gruber est le premier artiste de la verrerie. Recruté en 1893, on lui confie la création de pièces en vue de figurer à l'exposition universelle de Chicago de 1893. Ce fut le premier grand succès qui propulsa Daum dans le cercle fermé des industries d'art. Les Daum y gagnent la participation à l'Exposition d'art décoratif lorrain aux galeries Poirel de Nancy en 1894. Il y eut ensuite les expositions de Lyon (1894), Bordeaux (1895) et Bruxelles (1895 et 1897, pour laquelle il réalise le Vase Tristan et Yseult), au cours desquelles ils reçoivent des distinctions.
Une école de dessin est créée, en 1897, à l'intérieur de l'entreprise qui forme ainsi ses propres décorateurs et graveurs. En sortiront notamment Émile Wirtz, qui restera à la manufacture, et Charles Schneider, qui montera ensuite sa propre verrerie.
Henri Bergé y est maître décorateur, c'est le deuxième artiste de l'entreprise. Il aura à ses côtés Émile Wirtz à partir de 1898. Henri Bergé rejoint en effet la maison Daum en 1896 en tant que décorateur. Puis en 1897, il succède à Jacques Gruber comme chef décorateur du département artistique, fondé en 1891. Tout comme son prédécesseur, il est issu des Beaux-Arts de Nancy mais, contrairement à lui, Bergé n'étendra jamais son activité au-delà de la verrerie durant tout le temps qu’il occupe ce poste jusqu’à sa retraite en 1932.
Il poursuit l'inclusion de motifs végétaux amorcé par Gruber en s'inspirant de la campagne environnante et des jardins botaniques de la ville pour ses créations. Les dessins qu'il réalise des fleurs et des végétaux qu'il observe sont d'une précision quasi scientifique et très naturaliste, ce qui est parfois critiqué par les observateurs contemporains, qui préfèrent s'inspirer de la nature, plutôt que de la reproduire.
Il réalise les poncifs des décors, travaille sur la forme des pièces, la plupart des modèles d'avant-guerre sont réalisés par Bergé. La manufacture comporte également un atelier artistique, qui vise à former les futurs décorateurs, graveurs, tailleurs et verriers de l'entreprise. Bergé est chargé de la direction des cours d’apprentissage de décors, ses dessins sont étudiés et recopiés par ses élèves pour les entraîner. Il semblerait que l'école ferme au moment du départ à la retraite de Bergé.
Après l'Exposition internationale de l'Est de la France de 1909, les frères Daum se rendent compte que l'âge d’or de l'Art Nouveau est passé. Malgré tout, il est impératif pour la manufacture de continuer à créer des œuvres qui plaisent au public et aux clients : il faut donc changer de style. Henri Bergé se montre réticent à abandonner le style floral de l'Art Nouveau qui est sa signature et qui a fait la renommée de Daum. Il continue de créer des pièces de ce style pendant que son cadet, Émile Wirtz, crée de nouvelles formes et de nouveaux décors. L'esthétique de Daum prend alors deux directions après 1909, et cette division s'intensifie après la Première Guerre mondiale.
La consécration de l'aventure arrive lorsque le premier grand prix pour la verrerie d'art de l'exposition universelle de 1900 est décerné à Daum et à Gallé. Daum y présente des pièces préparées avec soin : le décor intercalaire (brevet de 1899) et les luminaires qui deviennent une spécialité.
- Luminaires Daum du début du XXe siècle

Luminaires Daum du début du siècle
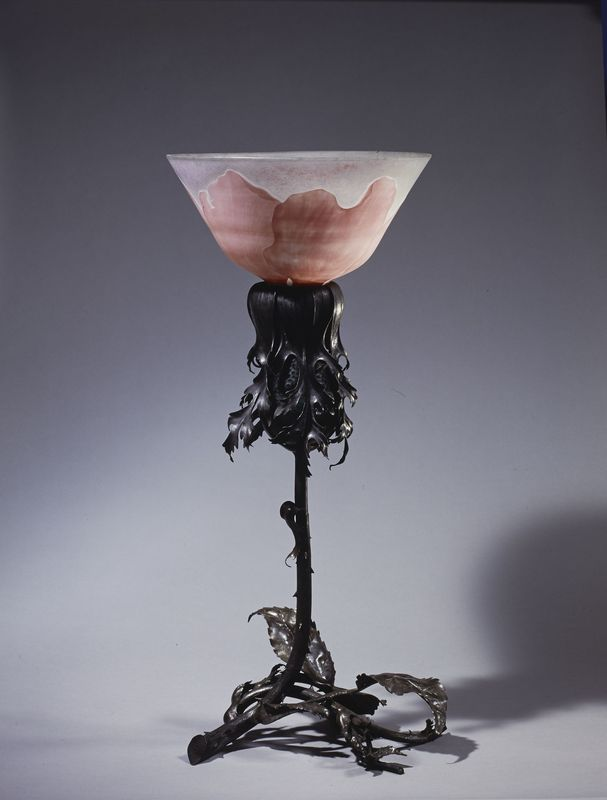
Lampe églantine, musée des Beaux-Arts de Nancy.
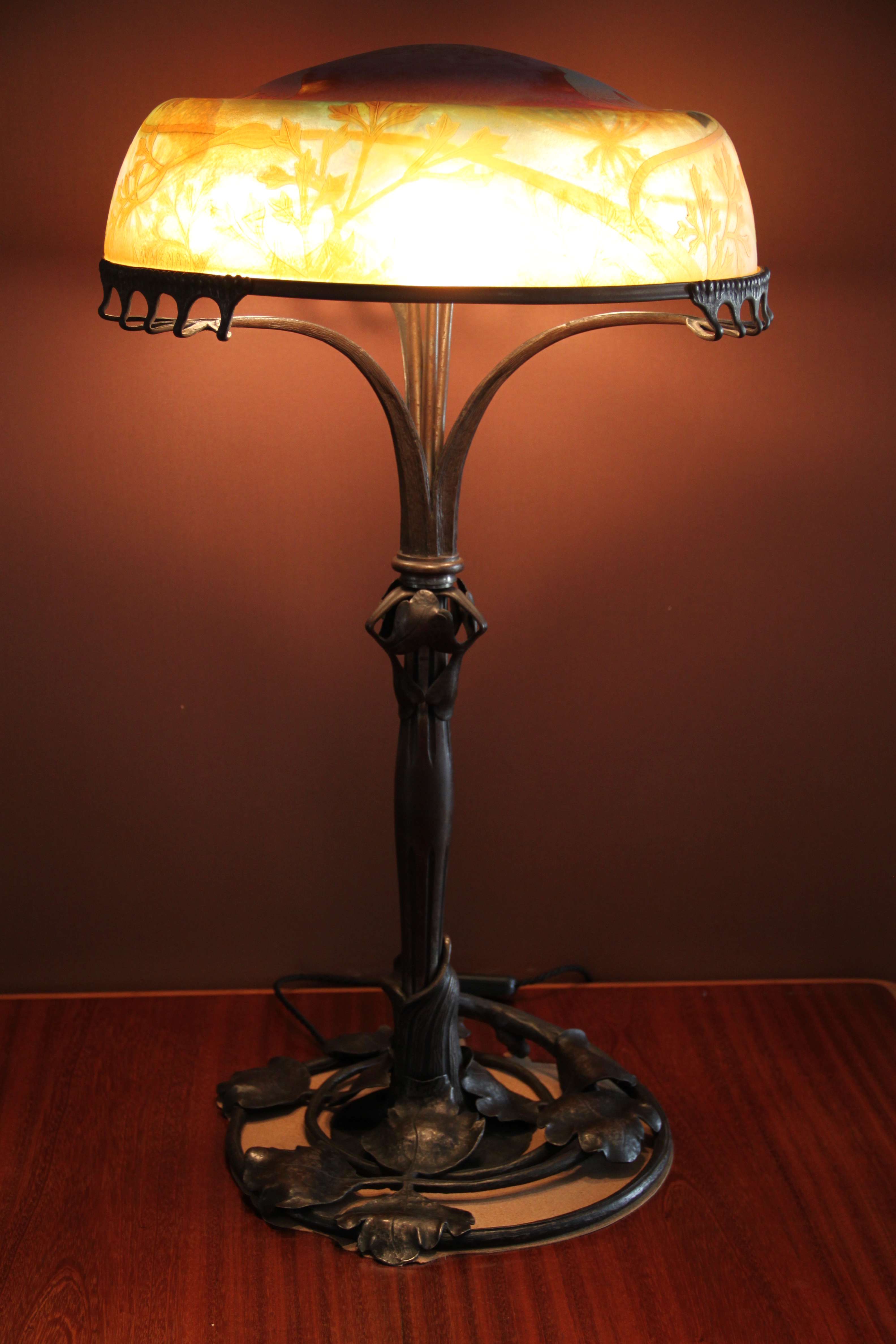
Lampe de table Ombelles, vers 1900, musée de l'École de Nancy.
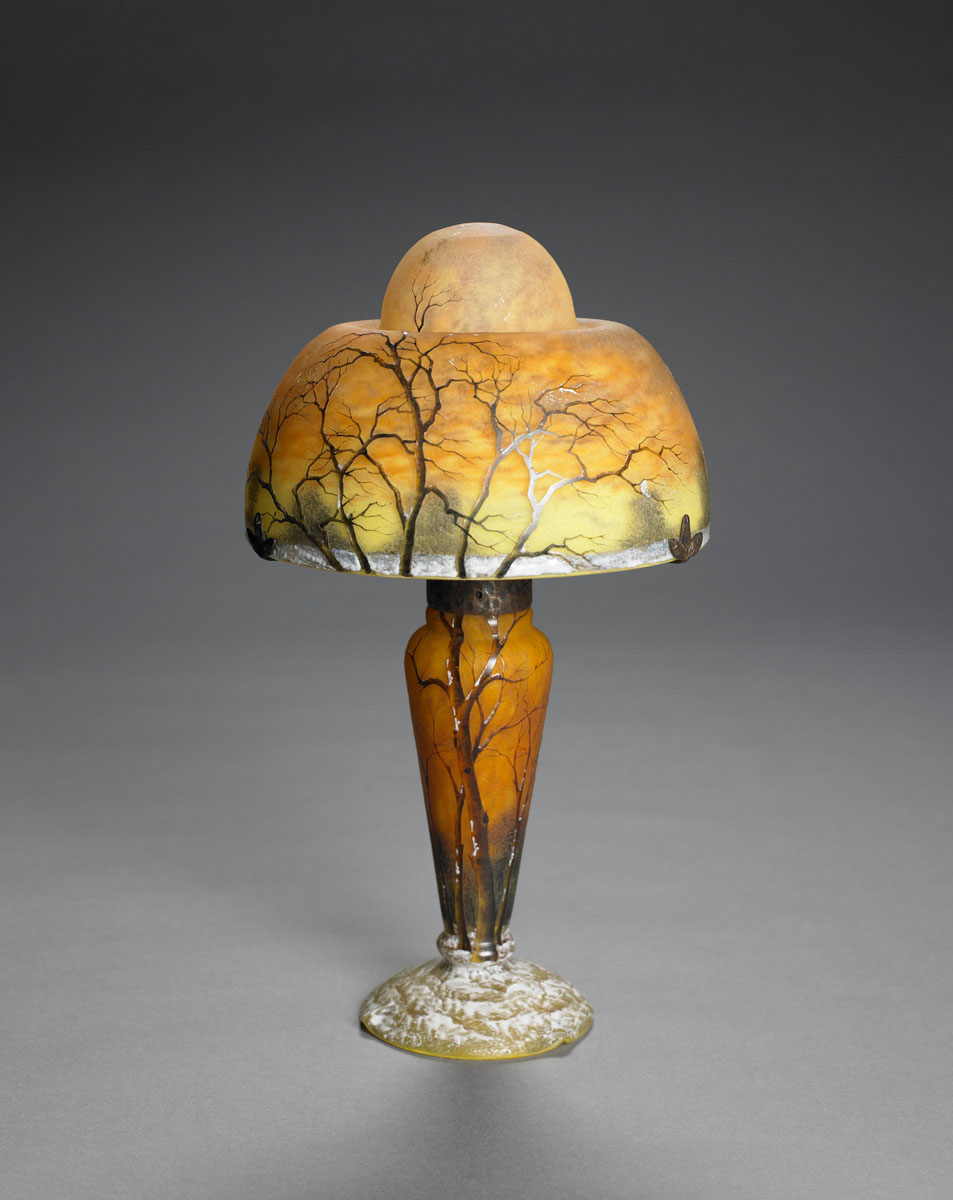
Lampe, vers 1900, Birmingham Museum and Art Gallery.
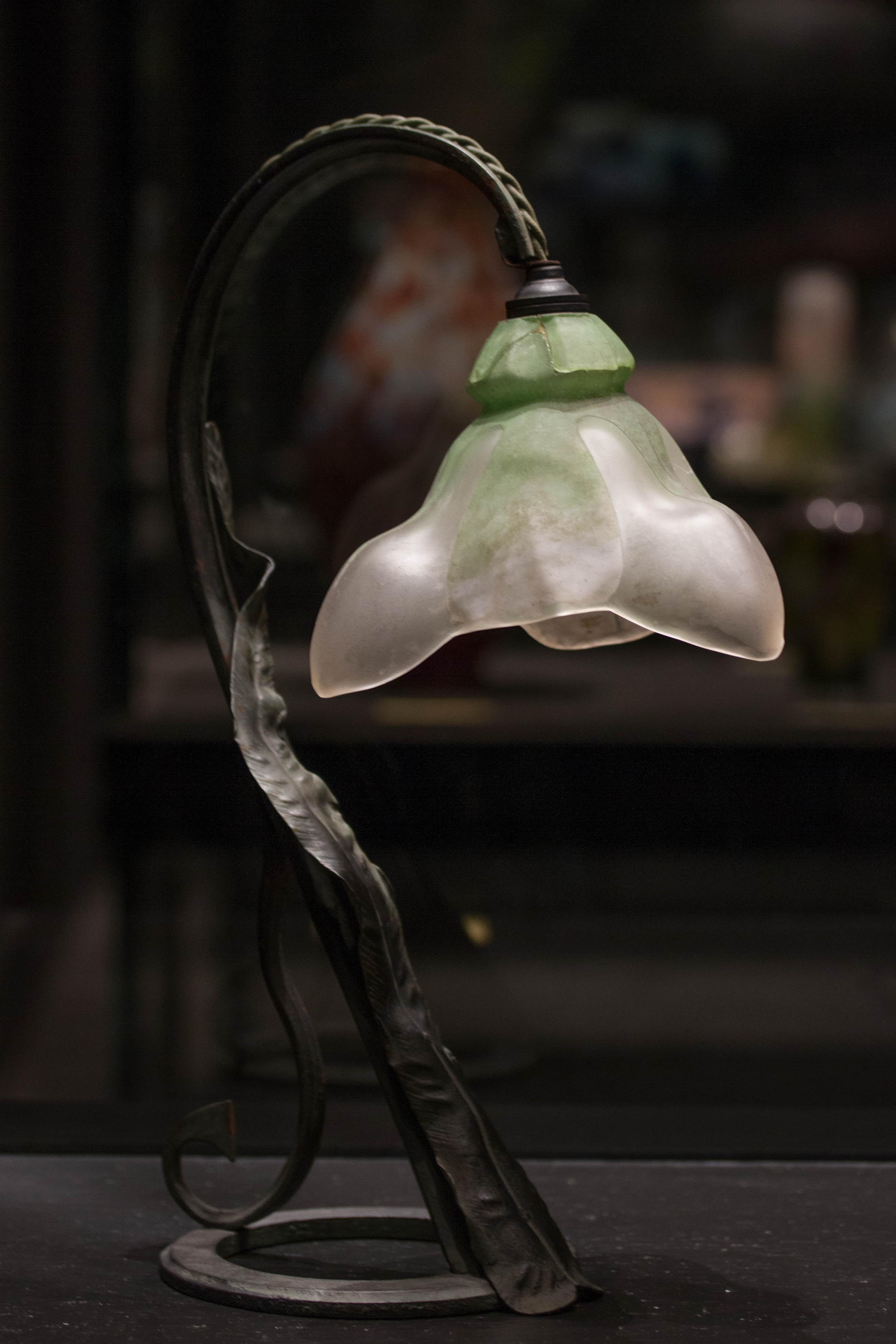
Lampe perce-neige, 1905, musée des Beaux-Arts de Nancy.
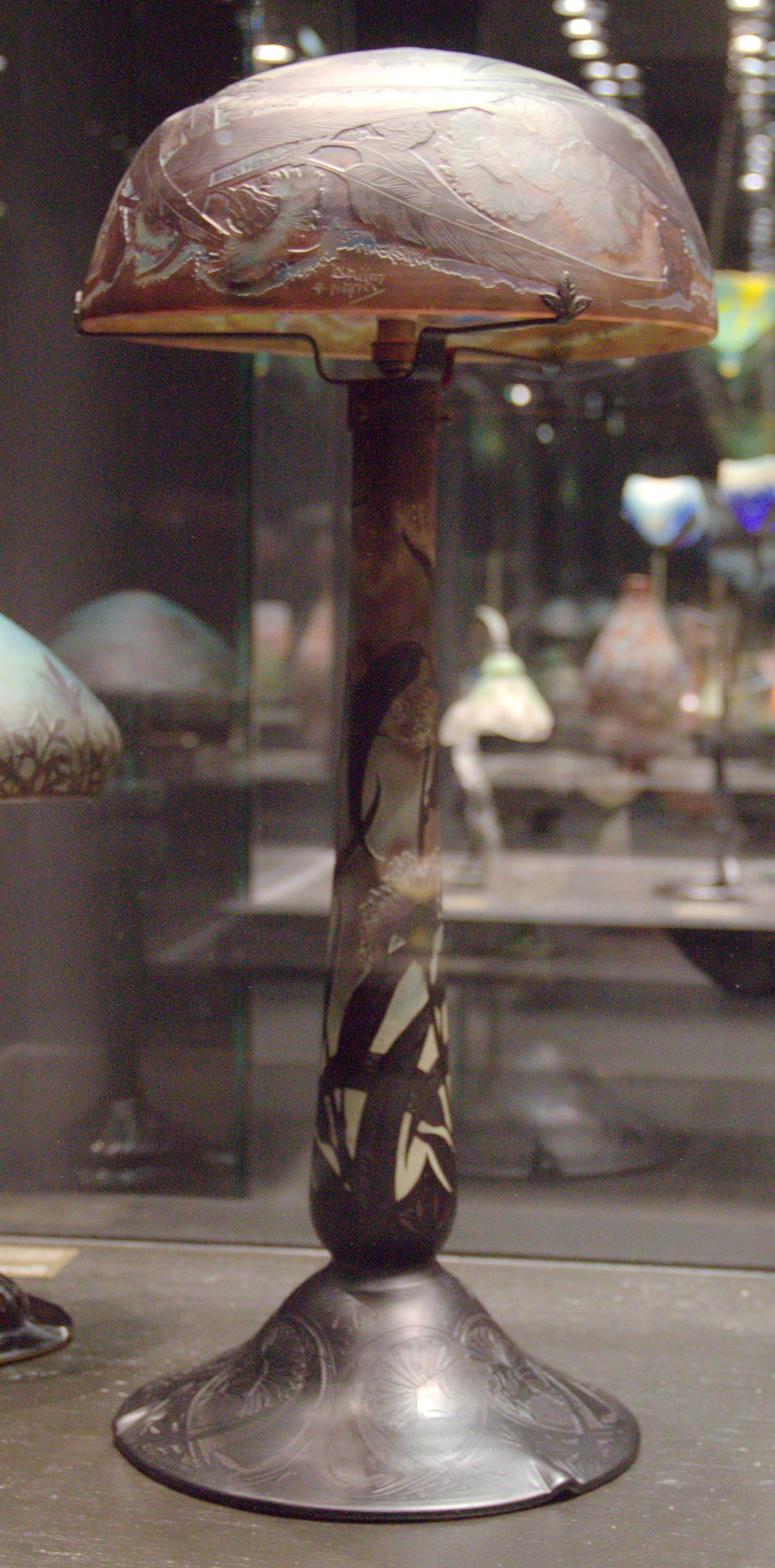
Lampe aux fleurs d'eucalyptus, 1910-1913, musée des Beaux-Arts de Nancy.

En 1904, Almaric Walter y développe des pâtes de verre, il restera chez Daum jusqu'en 1915.

Collaborations d'Almaric Walter et Daum
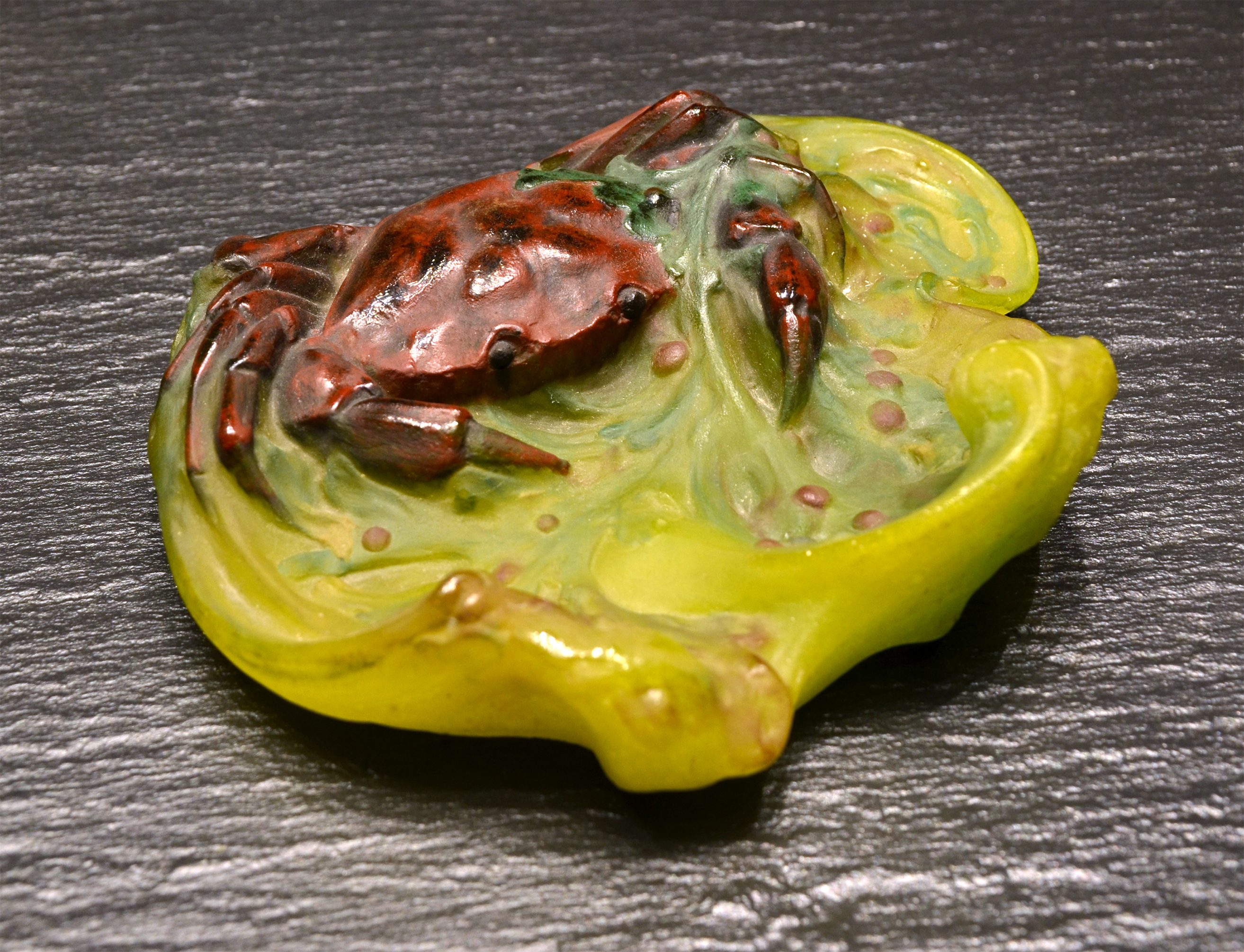
Cendrier au crabe, 1909, musée des Beaux-Arts de Nancy.
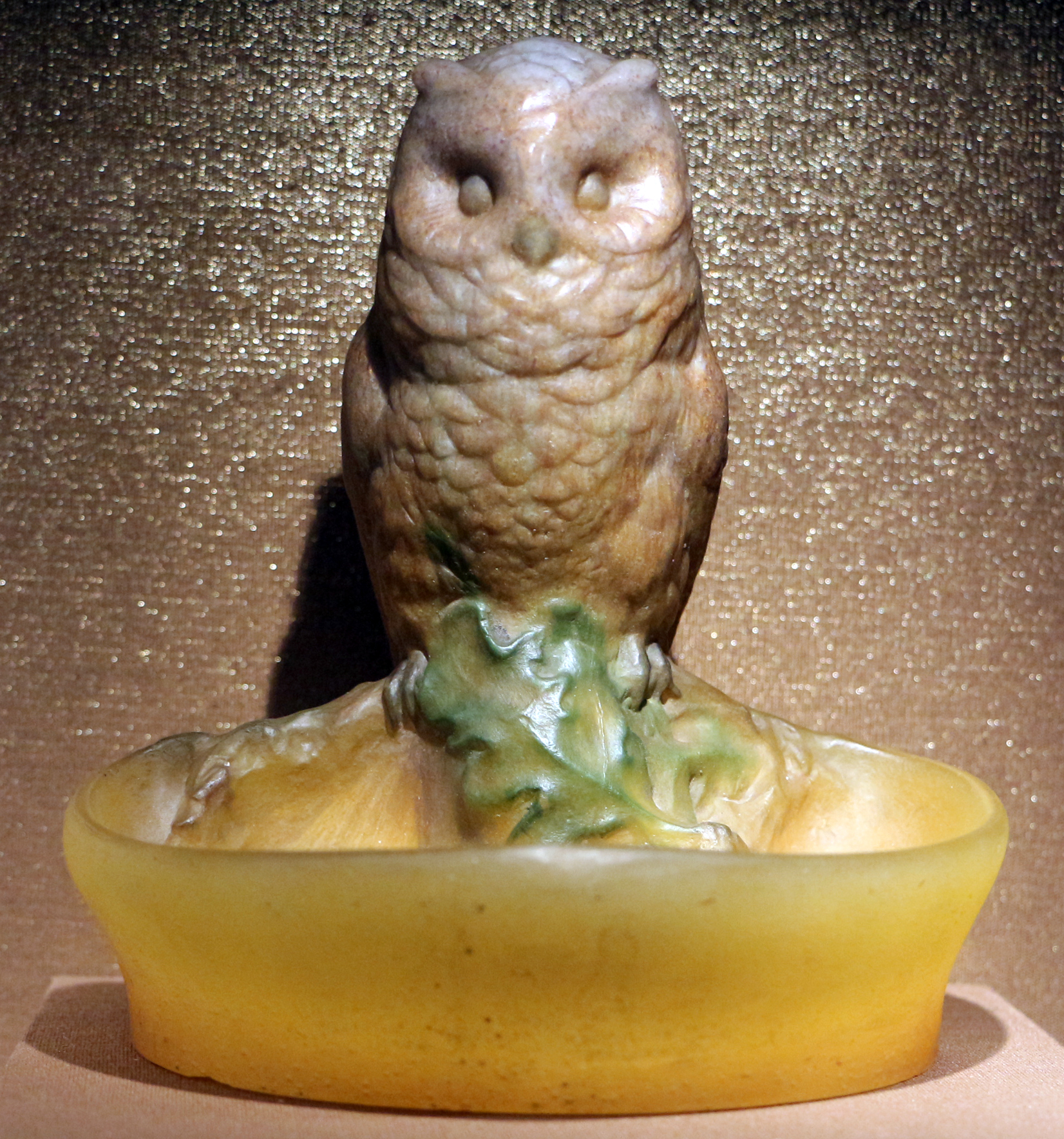
1912-1914, musée Fin-de-Siècle.
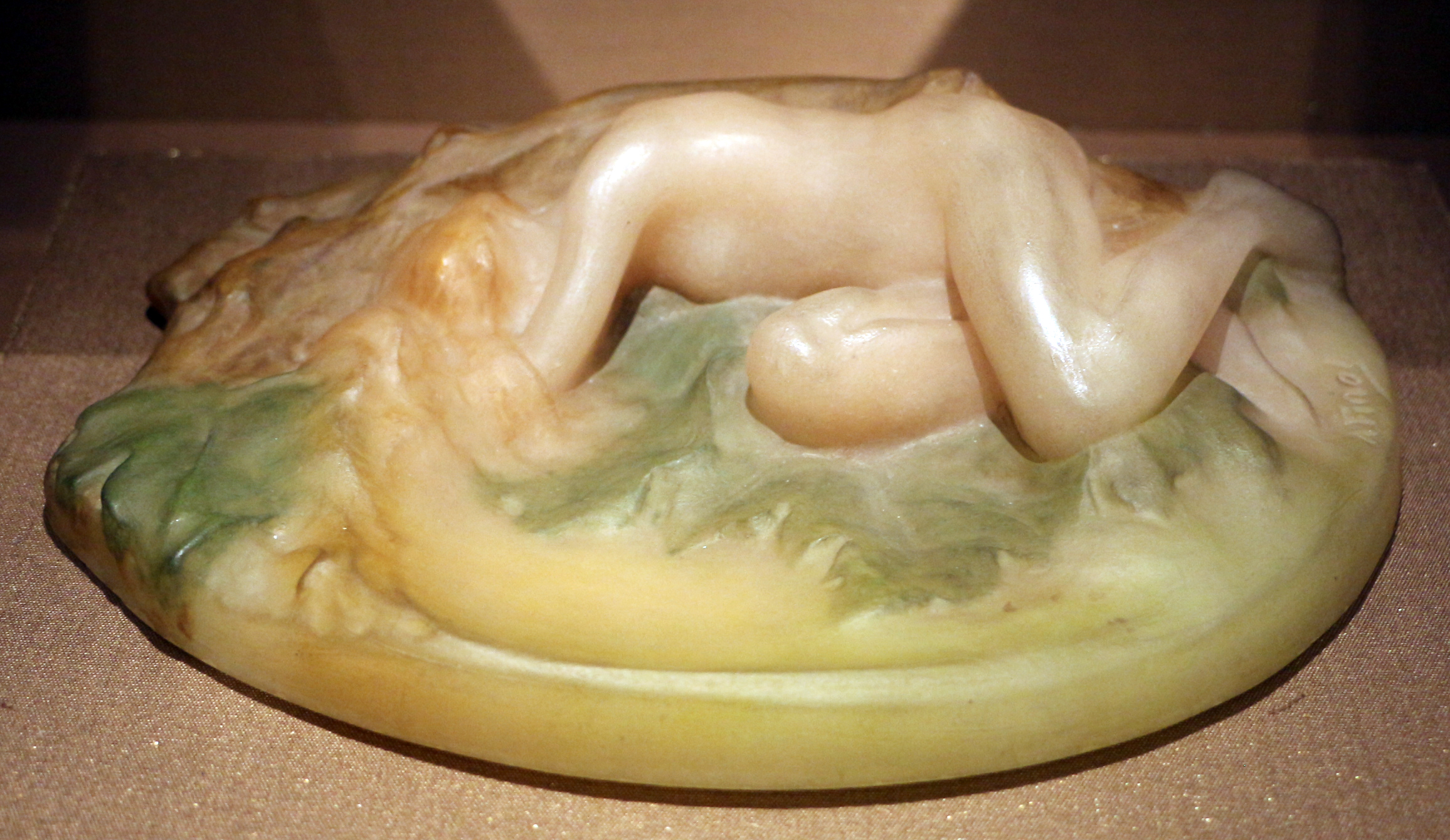
1913, musée Fin-de-Siècle.

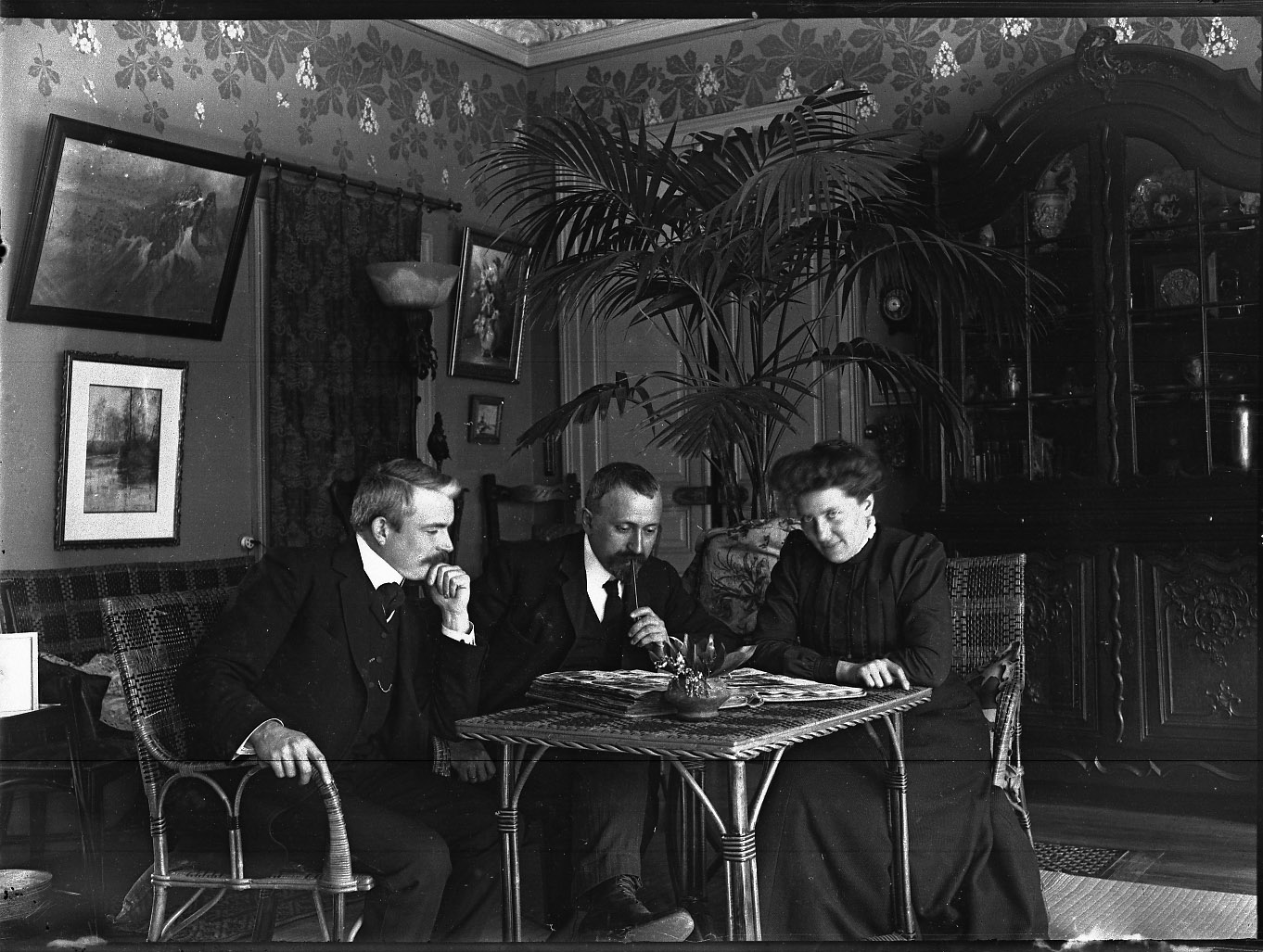
De gauche à droite : Louis Sencert gendre d'Auguste, Antonin Daum, Marguerite Daum, au fond la lampe églantine (fonds famille Daum).

En 1901, les statuts de l'École de Nancy sont officiellement posés. Émile Gallé est l'homme à l'origine de ce regroupement et en devient président. Antonin est vice-président. Antonin est également une des personnalités de la chambre de commerce de Nancy. Il joue un rôle important en 1909 lors de l'exposition internationale de l'Est de la France qui marque la fin de l'École de Nancy. Auguste meurt en 1909, Antonin est actif jusqu'à sa mort en 1930, mais partage les responsabilités avec les fils d'Auguste : Jean, Henri et Paul.

### 1920-1939: Art Déco
Jean meurt en 1916, Henri est gérant comme son père. Paul est diplômé de l'Institut de physique et chimie de Nancy, il prendra progressivement la place d'Antonin. Les Daum assurent après 1918 l'adaptation de l'entreprise aux nouvelles conditions de production, soucieux d'y maintenir qualité, techniques et orientations esthétiques plus qu'utilitaires.
Dans les années 1920, Paul oriente la production vers l'Art déco devant la perte d'intérêt du public pour l'Art nouveau : le style de Daum évolue, marqué dans les années 1915-1920 par des verres translucides ou opaques aux teintes vives et unies, dans des coloris inédits et avec des formes géométriques. La verrerie des années 1920 est marquée par la recherche de teintes franches et peu courantes : Daum s'illustre dans le bleu, jaune, rouge, vert, violet et le blanc, mais d'autres artistes comme Charles Schneider, Michael Powolny ou les verreries de Murano explorent aussi dans cette direction. L'ajout de liserés, sur le pourtour supérieur ou au niveau de la transition entre le pied et la panse, sont des spécificités de Daum.
La transition de style se fait progressivement ; ainsi, l'inspiration botanique de l'Art nouveau continue à faire effet, mais elle devient stylisée plutôt que naturaliste. En parallèle apparaissent les thèmes de l'Art déco, tels que le néoclassicisme et les références aux antiquités grecque et égyptienne.
La simplification des formes s'accompagne de l'utilisation de nouvelles techniques, tel que le verre bullé.

Vases dans le style de transition Art nouveau/Art déco (musée des Beaux-Arts de Nancy)
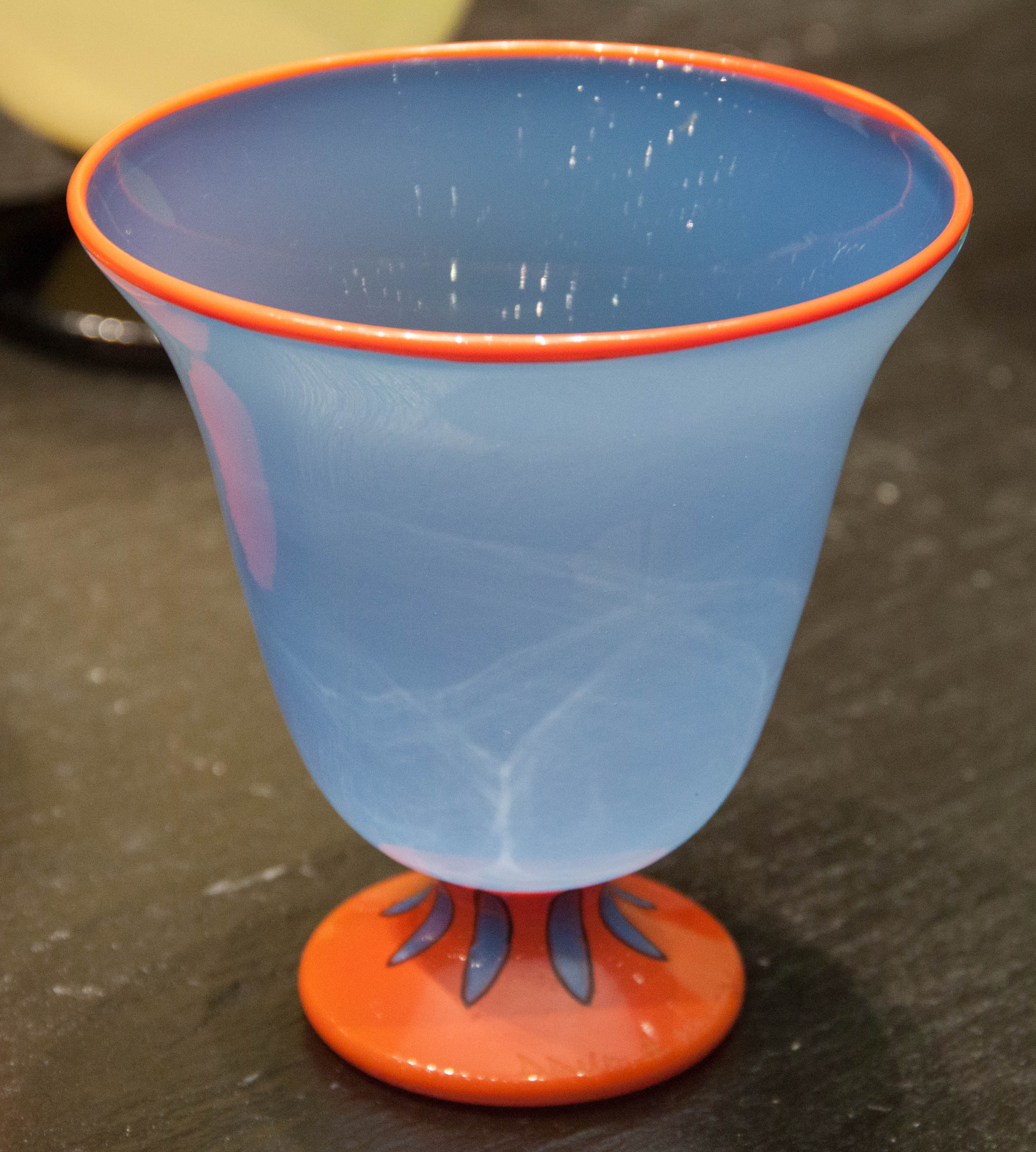
Coupe réalisée en 1919.
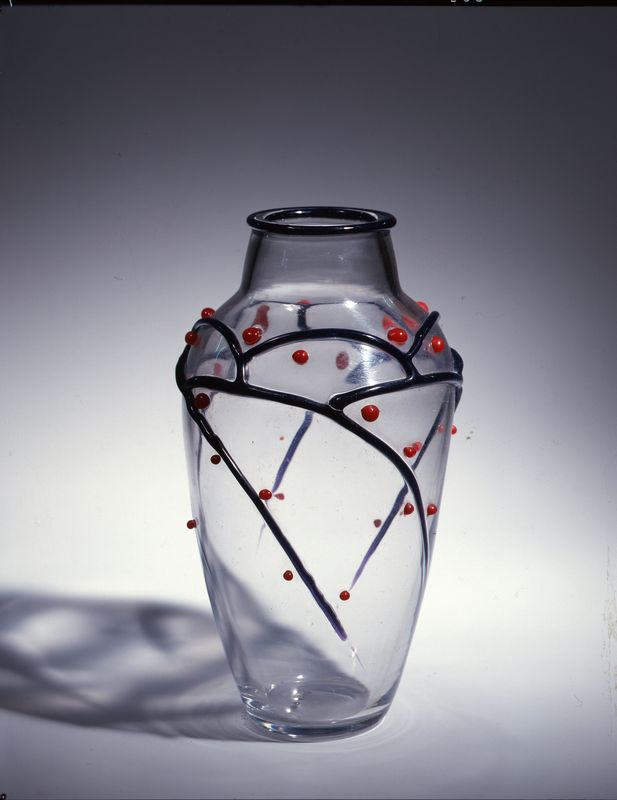
Vase à décor de baies stylisées, 1925.

En 1920, Daum collabore avec plusieurs artistes, tels qu'André Groult pour la réalisation de flacons de parfum, mais aussi Paul Follot et Francis Jourdain.
La demande est importante et l'entreprise prospère. Elle ouvre une deuxième cristallerie Belle-Étoile à Croismare, en 1925, dont Paul est le directeur. Elle fournit de la verrerie blanche, des boules, de la fantaisie signée Lorrain. C'est à cette période que les musées de Nancy achètent une dizaine d'œuvres Daum pour qu'elles rejoignent les collections.
Pierre Davesn crée des modèles à partir de 1928. La crise économique des années 1930 touche Belle-Étoile qui est fermée en 1934. Quelques grosses commandes permettent à l'entreprise de poursuivre sa production : en 1935, la Compagnie transatlantique commande 90 000 pièces en verre et cristal pour le paquebot Normandie.
L'entreprise continue de participer aux grandes expositions : salon d'automne de 1921, Barcelone en 1923, Exposition internationale des Arts déco à Paris en 1925, Exposition coloniale à Paris en 1931.

### 1939-1968: Transition

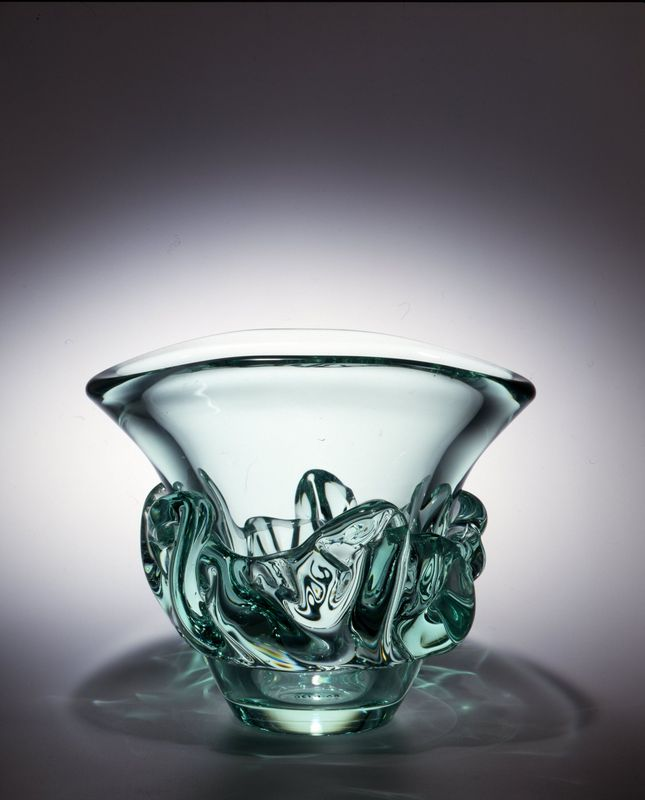
Coupe Sirius, musée des Beaux-Arts de Nancy, 1952.

Après la Seconde Guerre mondiale et les nombreuses pénuries de pigments utilisés pour fabriquer la pâte de verre, le cristal prend une place prépondérante, sous la direction d'Henri et de Michel Daum. C'est aussi la période où la manufacture diversifie sa production grande série, le basculement vers des pièces transparente permettant de produire des flûtes à champagne, seaux à glace, verres à liqueur, whisky et bière ou des coupes à cerises. Ils donnent une ligne artistique claire à la manufacture : s'inspirer de la nature sans la copier.
C'est à cette période que la cristallerie collabore avec le photographe Pierre Jahan. Celui-ci réalise à la fois la communication publicitaire, en produisant des images studio poétiques et surréalistes basées sur les analogies, juxtapositions, détournements et inversions d'échelle, mais aussi des travaux de style humaniste montrant le travail quotidien des verriers.
L'aîné des petits-enfants d'Antonin, Antoine Froissart (1920-1971), ingénieur de l'École centrale Paris, met au point la fabrication d'un cristal particulièrement transparent et brillant. Ce nouveau cristal favorise la création de pièces aux formes épaisses et souples, et à l'aspect lumineux. Jacques, petit-fils d'Auguste, apporte un souffle nouveau, en 1965, en faisant appel à des créateurs contemporains. Le sculpteur César passe plusieurs semaines à Nancy et travaille à de nouvelles exploitations de la matière.

### 1968-1985: la pâte de cristal
Dans un contexte de crise, Jacques Daum décide de relancer la manufacture en collaborant avec des créateurs contemporains, tels que César, Roger Tallon ou Salvador Dalí. Celui-ci permet de remettre à l'honneur, en la modernisant, l'antique technique de la pâte de verre qui avait été retrouvée par la verrerie au début du XXe siècle puis abandonnée, avec une pâte de cristal constituée de 30 % de plomb environ.
Le processus utilisé par Daum, s'apparentant à une sculpture à la cire perdue, suit plusieurs étapes. D'abord, à partir d'une esquisse, le sculpteur réalise un modèle en terre cuite. Un moule en élastomère est ensuite confectionné en négatif, par-dessus le modèle, et vient épouser tous les détails de la sculpture ; il permet de tirer 50 à 200 exemplaires. Ce moule est rempli de cire liquide chaude puis refroidie, afin d'obtenir un objet en cire durcie identique au modèle original. L'objet en cire est noyé dans du plâtre réfractaire, dans lequel un trou est pratiqué, le plâtre constituant un moule en négatif de l'objet et l'ensemble est placé dans une étuve, où la cire fond sous l'effet de la chaleur et s'évacue par le trou. Le plâtre est alors rempli de groisil, qui sont des fragments de cristal de diverses formes et couleurs, dans des proportions précises. L'ensemble est placé dans un four à 900 °C pendant une durée de 10 à 20 jours, selon la taille de l'objet. Le groisil, fondant sous l'effet de la chaleur génère les nuances de couleurs. À la sortie du four, la sculpture brute, en pâte de cristal, est délicatement libérée de son moule, lequel est brisé rendant chaque pièce unique. L'objet d'art ainsi obtenu est perfectionné par des finitions, enfin la marque et, pour les pièces à série limitée, le numéro du tirage, voire pour certaines éditions d'art la signature de l'artiste, sont gravés.
La plupart de ces opérations et notamment la production de la matière première, le groisil de cristal, ont lieu dans l'usine de Vannes-le-Châtel, l'usine de Nancy étant spécialisée dans la création puis le modelage des nouveaux modèles.

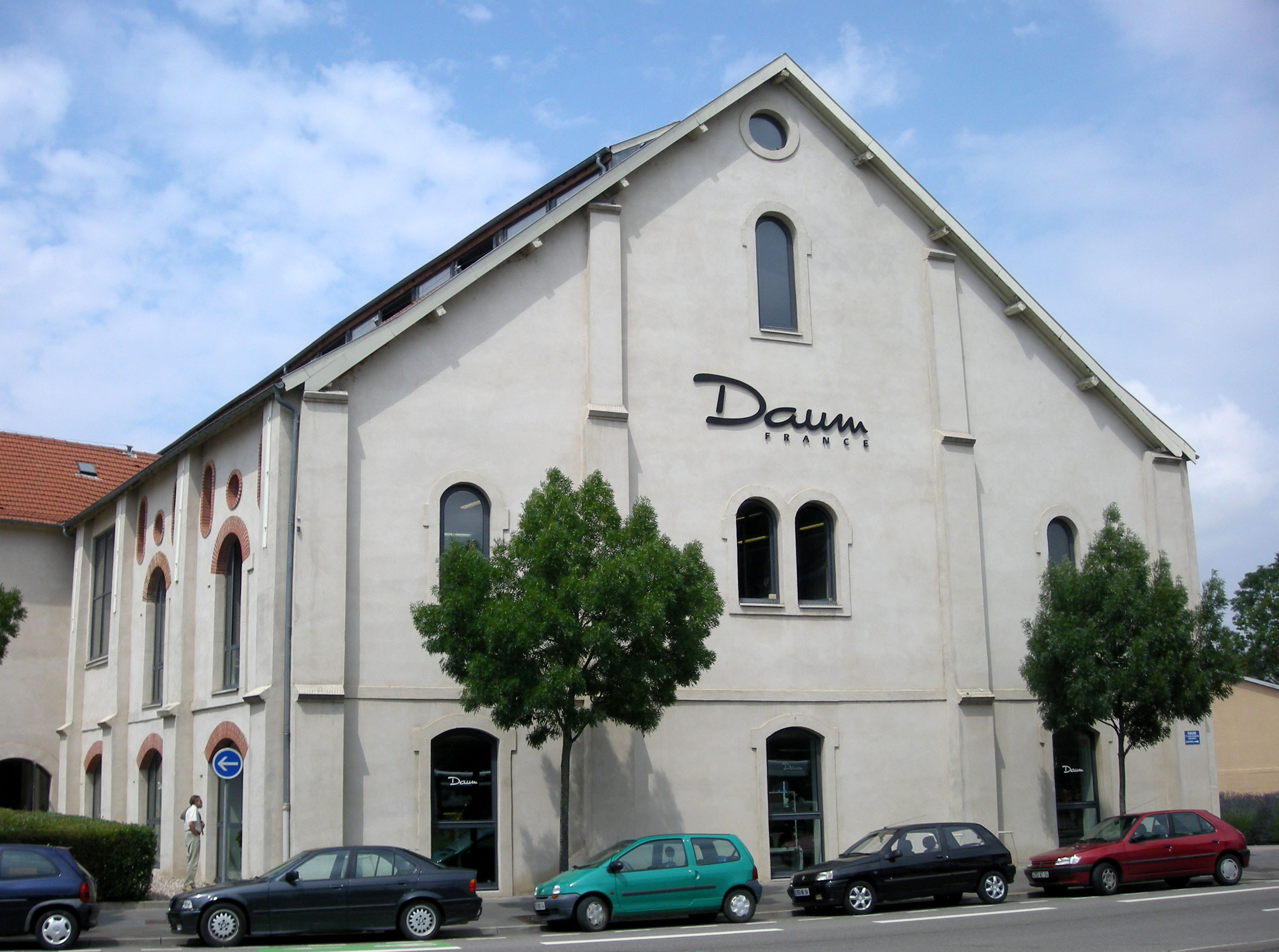
Magasin d'usine dans la rue des Cristalleries à Nancy.

En 1976, Pierre de Chérisey, petit-fils d'Antonin, est le dernier président de la famille Daum à la tête de l'entreprise.

### À partir de 1985: fin de la saga familiale

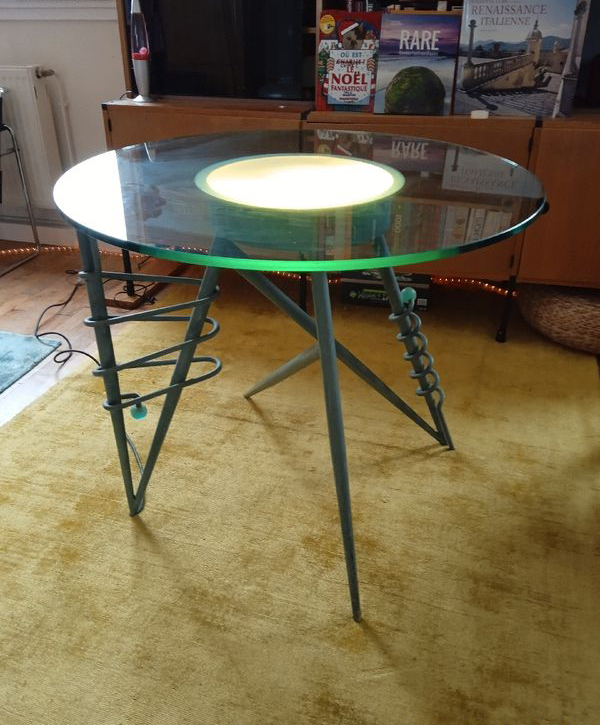
Guéridon Daum Paris année 1990.

Pour éviter le dépôt de bilan, l'entreprise décide en 1982 et en 1983 de céder une partie de sa collection historique : plus d'une centaine de pièces, de style École de Nancy, Art déco et des années 1930, rejoignent alors le musée des Beaux-Arts de Nancy. L'entreprise et le musée signent une convention de mécénat, permettant le don d'œuvres.
La cristallerie quitte la famille Daum en 1985 et est rachetée de nombreuses fois, avant de finir en 2000 chez Axa Private Equity, le Crédit agricole et l'orfèvre Tétard Frères, maison fondée en 1880. Aux prises avec des soucis financiers, la cristallerie dépose le bilan en 2003 avant de se reconstituer. Une autre grosse partie du fonds historique de la manufacture part au musée des Beaux-Arts en 2004. La société est rachetée en mai 2009 par le financier algéro-français Prosper Amouyal via sa holding Financière Saint-Germain.
De nombreux créateurs travaillent pour la cristallerie, tels Jean Boggio, Serge Mansau, Jérôme Mesnager, Arman, Hilton McConnico, Philippe Starck, Cyril Kongo, Richard Texier, Emilio Robba, Philippe Druillet, Richard Orlinski, Madeleine van der Knoop, Marie-Paule Deville-Chabrolle, Élisabeth Garouste, Mattia Bonetti , Guy Petitfils et Claude Lalanne.

## Reconnaissance
De par la polychromie et les nuances de teintes ainsi obtenues, il n'y a pas deux pièces identiques. Daum est aujourd'hui considéré comme le seul cristallier au monde à maîtriser aussi parfaitement la technique de la pâte de verre.

### Inventaire du patrimoine culturel immatériel en France
Le savoir-faire de l'entreprise Daum est inscrit à l'Inventaire du patrimoine culturel immatériel en France.
L'entreprise DAUM a obtenu le label « Entreprise du Patrimoine Vivant », une marque de reconnaissance de l'État mise en place pour distinguer des entreprises françaises aux savoir-faire artisanaux et industriels d'excellence.

### Expositions
Georges Braque fait partie des artistes dont l'œuvre a servi de base à des réalisations de la cristallerie Daum dont l'exposition a eu lieu notamment à l'Hôtel de ville de Nancy du 13 juin au 19 octobre 2007. En particulier sa série des Métamorphoses.
Une autre exposition a réuni à Carmaux les pièces exécutées à partir des œuvres de Georges Braque et de Salvador Dalí de mai à octobre 2010. De septembre 2015 à janvier 2016, une exposition retraçant le partenariat de Salvador Dali et la Maison Daum a eu lieu à l'Espace Dali de Montmartre à Paris (Salvador Dalí). Cette exposition reprenait les produits de Dali créés pour DAUM mais aussi ceux d'autres collaborations telles que Richard Texier, Arman, César, Jérôme Mesnager, Carlos Mata, Ben.

## Galerie

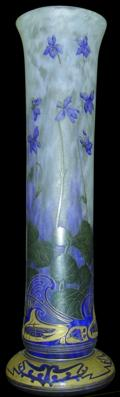
Daum à Nancy vers 1900.
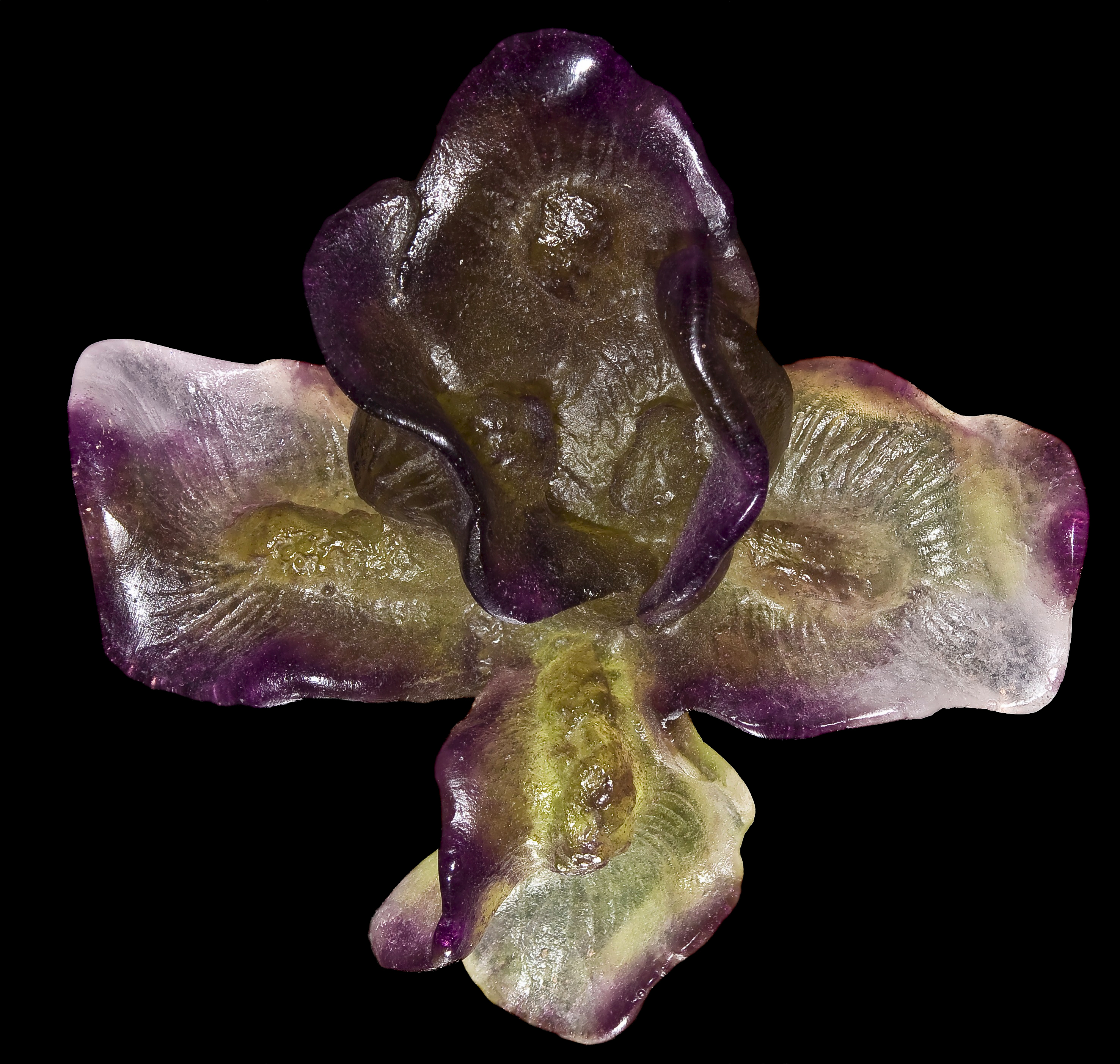
L'iris, pâte de cristal, 1990.
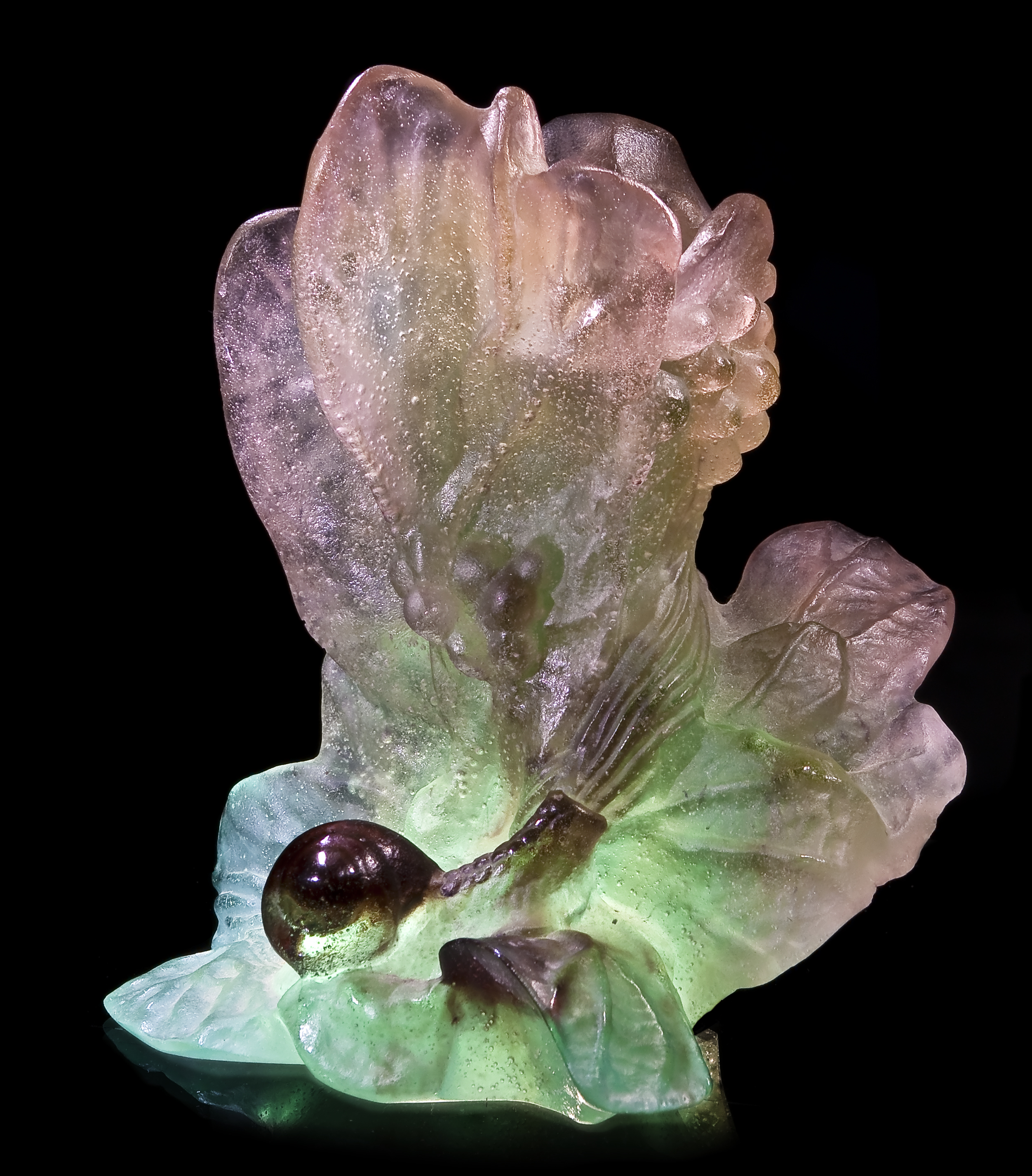
Nature Bougeoir, pâte de cristal.
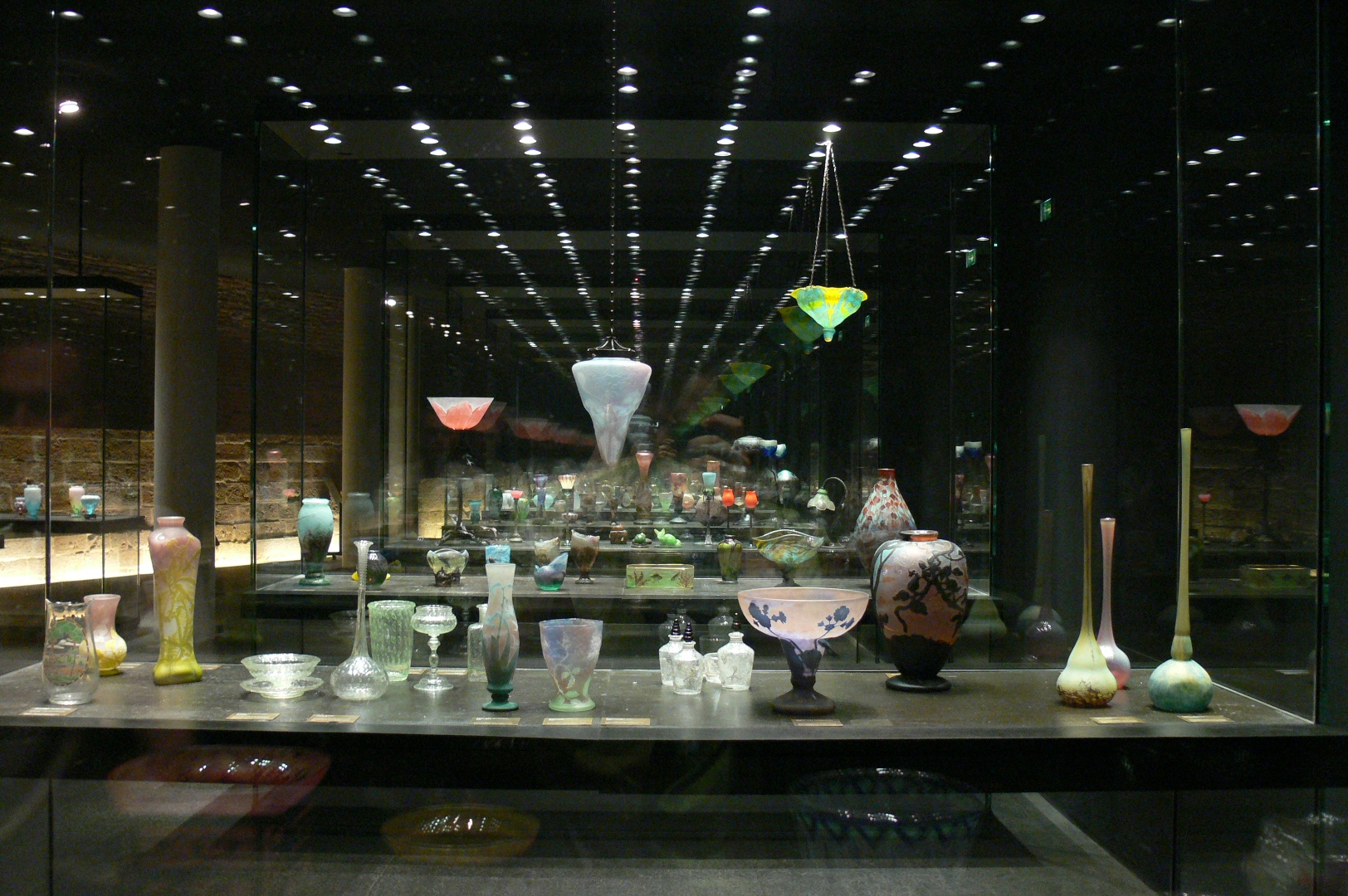
Collection Daum au musée des Beaux-Arts de Nancy.
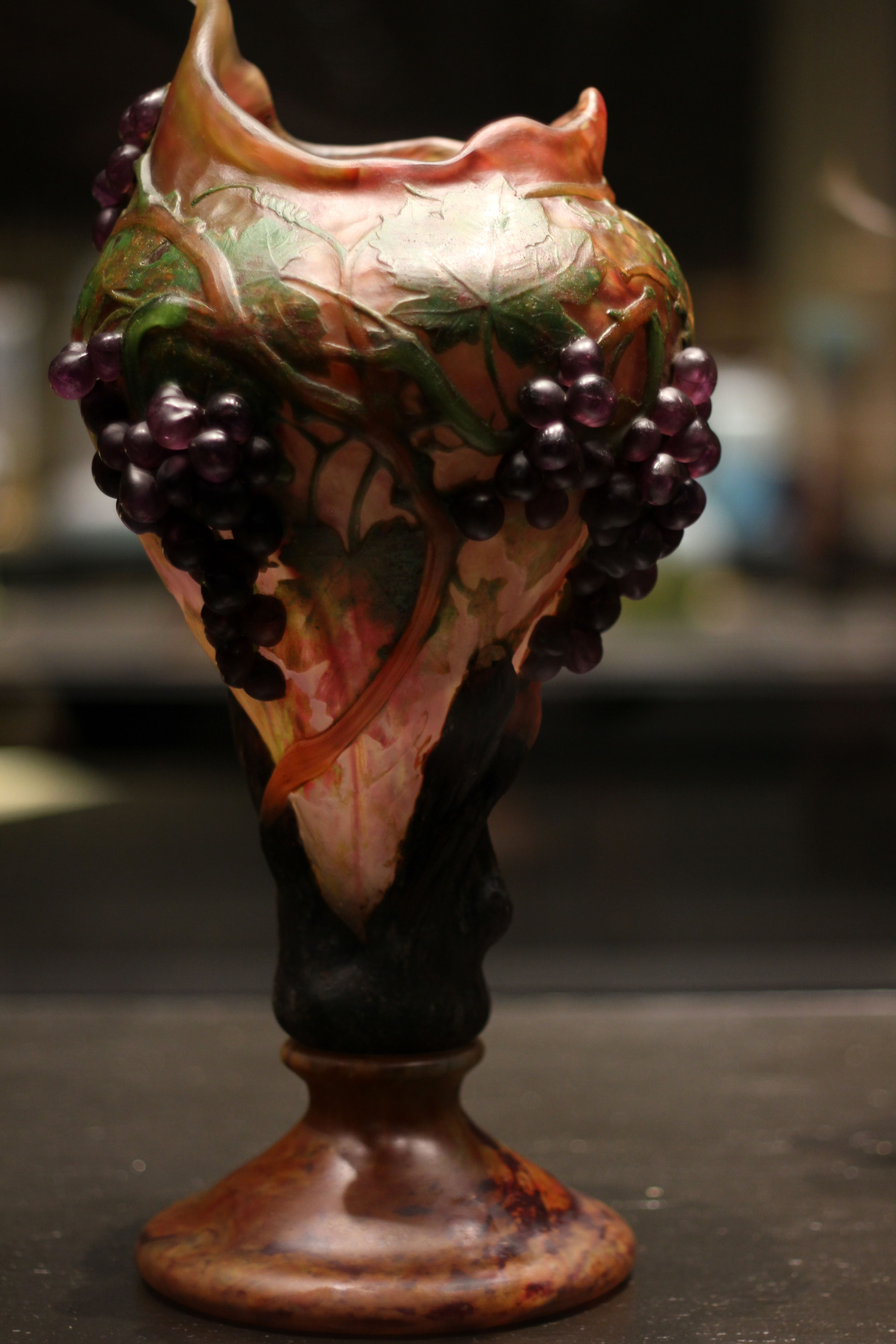
Vase aux raisins au musée des Beaux-Arts de Nancy.
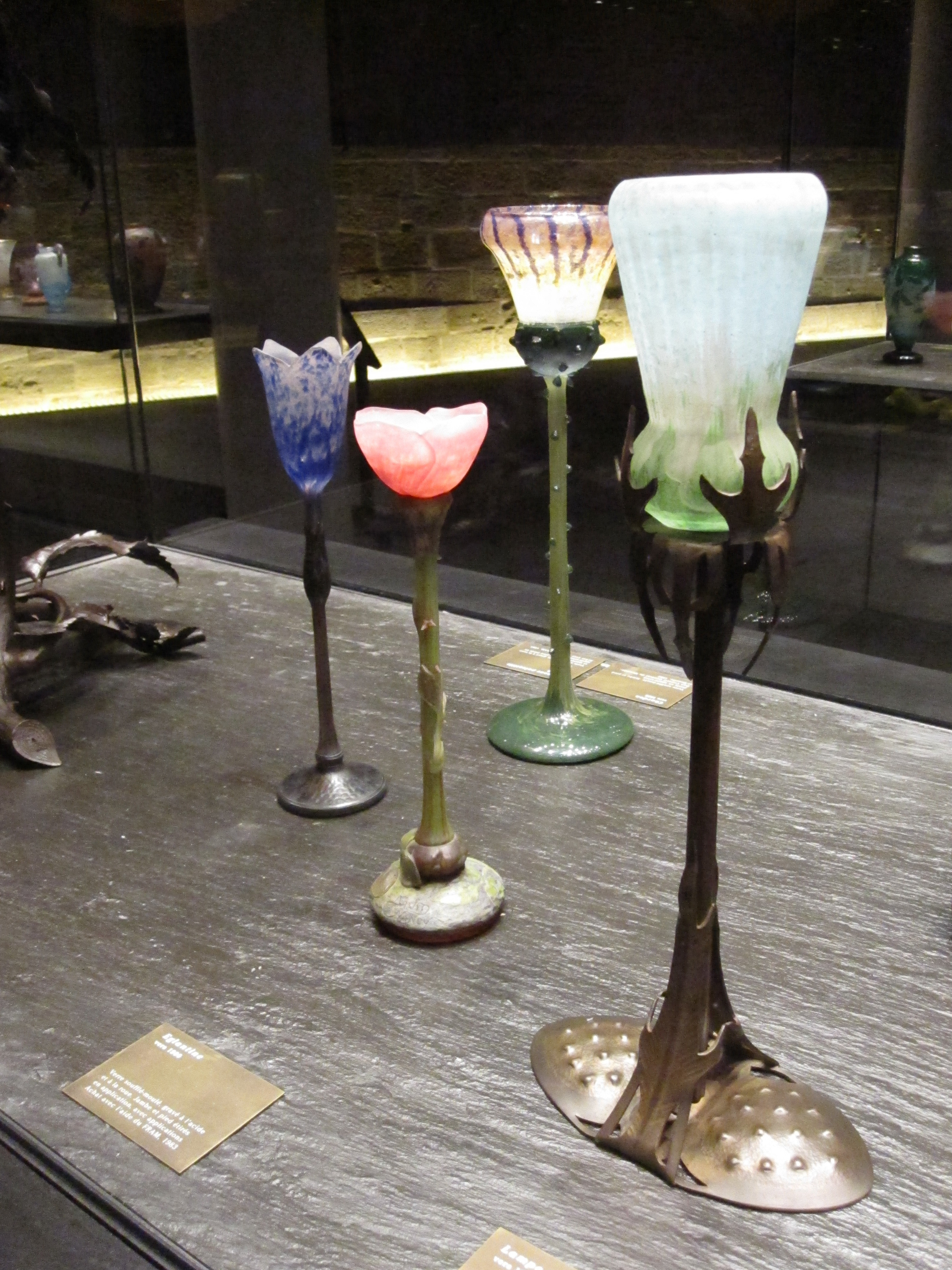
Lampes (collaboration avec Majorelle) au musée des Beaux-Arts de Nancy.
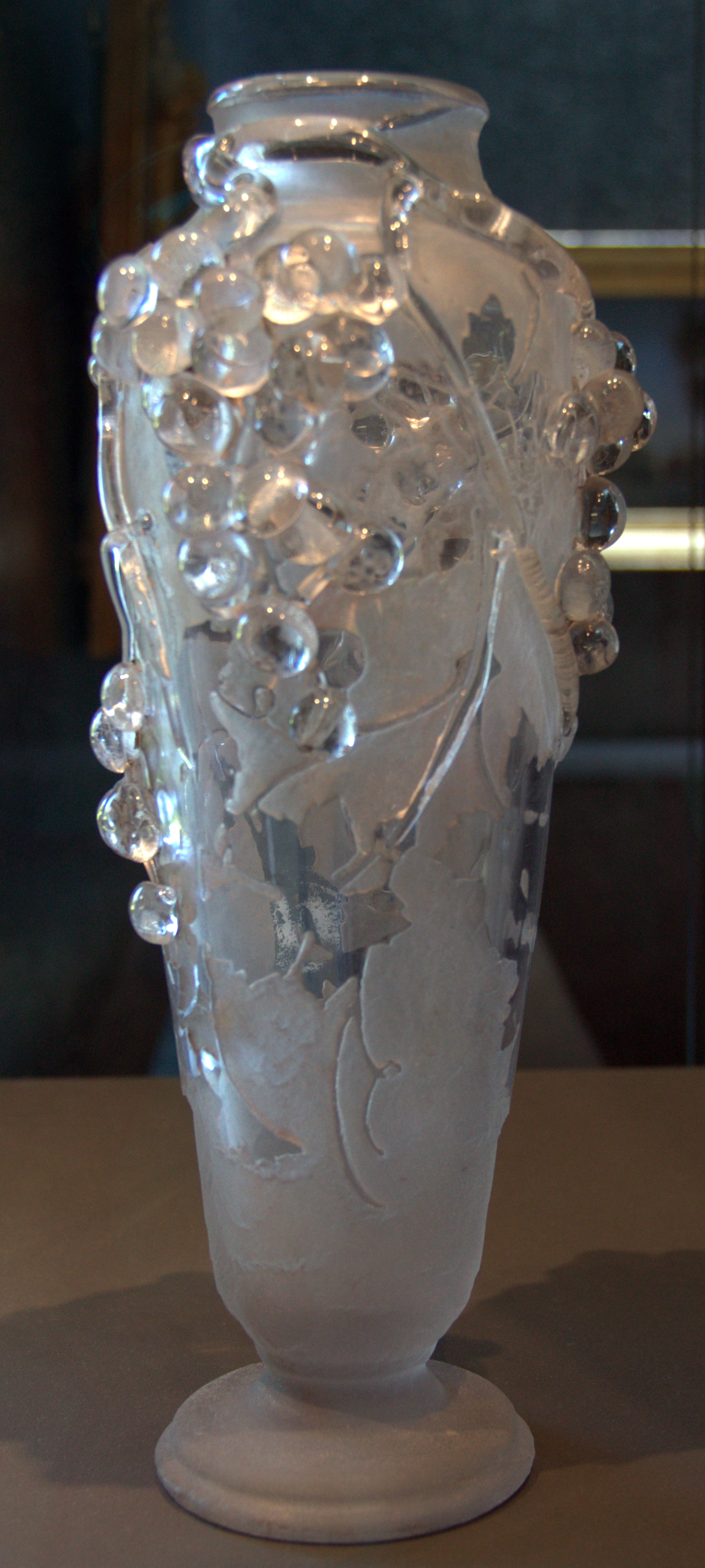
Vase aux raisins au musée des Beaux-Arts de Nancy.